# Víctor Hernández (calciatore)
Víctor Manuel Hernández Valladares (Puerto de San José, 23 giugno 1981) è un ex calciatore guatemalteco, di ruolo difensore.

## Caratteristiche tecniche
Era un difensore centrale.

## Carriera

### Club
Ha cominciato a giocare nel Comunicaciones. Nel 2003 è passato al Deportivo Marquense. Nel 2007 è stato acquistato dallo Xelajú MC. Nel 2009 si è trasferito al Suchitepéquez. Nel 2011 ha firmato un contratto con il Dep. Malacateco. Nel 2012 è passato all'Heredia. Nel 2014 è stato acquistato dall'Halcones LM, con cui ha concluso la propria carriera nel 2016.

### Nazionale
Ha debuttato in Nazionale il 20 maggio 2000, in Guatemala-Belize (0-0). Ha partecipato, con la Nazionale, alla CONCACAF Gold Cup 2005. Ha collezionato in totale, con la maglia della Nazionale, 11 presenze.